# Colpo di Stato in Cile del 1973
Il colpo di Stato in Cile del 1973 fu il rovesciamento del governo democraticamente eletto presieduto da Salvador Allende da parte dell'esercito e della polizia nazionale, avvenuto l'11 settembre 1973. Evento fondamentale della storia del Cile, il colpo di Stato è assurto a simbolo della guerra fredda e dell'ingerenza degli Stati Uniti d'America nelle questioni interne dei paesi dell'America Latina.
La catena di eventi che determinò il colpo di Stato ha origine nel risultato delle elezioni presidenziali del 1970 che vide prevalere, se pur di poco, la coalizione di sinistra dell'Unità Popolare sulla coalizione di destra composta da Partito Nazionale e Democrazia Cristiana, segno di un elettorato fortemente polarizzato. In accordo con la costituzione del 1925, il Congresso risolse la situazione di stallo creatasi con il risultato del voto tra Salvador Allende (con il 36,3%), il conservatore (ed ex presidente) Jorge Alessandri Rodríguez (35,8%), e il cristiano-democratico Radomiro Tomic (27,9%), votando per l'approvazione della maggioranza relativa ottenuta da Allende.
Diversi settori della società cilena continuavano a opporsi alla sua presidenza, così come gli Stati Uniti che esercitarono una pressione diplomatica ed economica sul governo. L'11 settembre 1973 le forze armate cilene rovesciarono Allende, che morì durante il colpo di Stato. Una giunta militare guidata da Augusto Pinochet prese il potere.

## La situazione economica prima del colpo di Stato

### Salvador Allende diventa presidente
Esistono essenzialmente due visioni del voto del 1970. Gli oppositori di Salvador Allende rilevano che ottenne solo una maggioranza relativa del 37,8% del voto. Chi lo appoggiava invece faceva notare il fatto che le forze di sinistra avevano ottenuto chiaramente la maggioranza assoluta: in aggiunta ad Allende, candidato della coalizione Unidad Popular (UP, Unità Popolare), il cristiano-democratico Radomiro Tomic ottenne il 27,9% dei voti con una piattaforma molto simile a quella di Allende. L'ex presidente conservatore Jorge Alessandri ricevette poco meno del 35,8% dei voti.
| Candidato      | Voti    | %           |
| -------------- | ------- | ----------- |
| Allende        | 1066372 | 36,29%      |
| Alessandri     | 1050863 | 35,76%      |
| Tomic          | 821350  | 27,95%      |
| Votanti totali | 2943561 | Fonte: PDBA |

In base alla costituzione, il Congresso doveva scegliere tra i due candidati che avevano ricevuto più voti. Il precedente, basato sulle tre occasioni dal 1932 in cui era sorta questa situazione, prevedeva che il Congresso scegliesse semplicemente il candidato che aveva ottenuto il più alto numero di voti; tanto è vero che l'ex presidente Alessandri era stato eletto nel 1958 con il 31,65% del voto popolare.
In questo caso, comunque, esisteva un'attiva campagna contro la conferma di Allende da parte del Congresso, e la sua presidenza venne ratificata solo dopo che ebbe firmato uno "Statuto di garanzie costituzionali".

### Gli anni di Allende
Durante il suo incarico, Salvador Allende perseguì una politica che egli chiamava "La vía cilena al socialismo". Questa comprendeva la nazionalizzazione di determinate grandi imprese (soprattutto quella del rame), la riforma del sistema sanitario, un proseguimento delle riforme del suo predecessore Eduardo Frei Montalva riguardanti il sistema scolastico, un programma per la distribuzione gratuita di latte per i bambini e un tentativo di riforma agraria. Il precedente governo di Eduardo Frei aveva già parzialmente nazionalizzato il rame, acquisendo il 51% delle miniere di proprietà straniera. Allende espropriò la percentuale restante senza ricompensare le compagnie statunitensi che possedevano le miniere.
I presidenti cileni avevano un mandato massimo di sei anni, il che può spiegare la fretta di Allende nel ristrutturare l'economia. Non solo Allende aveva organizzato un significativo programma di riforme, ma questo doveva anche essere un successo perché venisse eletto un successore ad Allende.
Gli sforzi del governo nel portare avanti queste riforme condussero a una forte opposizione da parte dei proprietari terrieri, di alcuni settori del ceto medio, della destra rappresentata dal Partito Nazionale, della Chiesa cattolica (che era scontenta della direzione cui puntava la riforma scolastica) e infine dei cristiano democratici.
La riforma terriera che Allende evidenziò come una delle politiche centrali del suo governo aveva già avuto inizio con il suo predecessore Frei Montalva, che aveva espropriato tra un quinto e un quarto di tutte le proprietà soggette a esproprio. L'intenzione del governo Allende era di acquisire tutte le proprietà di più di ottanta ettari irrigati. Allende intendeva inoltre migliorare il benessere socioeconomico dei cileni più poveri. Un elemento chiave era quello di fornire occupazione, sia tramite le nuove imprese nazionalizzate che con progetti di lavori pubblici.
Nel primo anno del mandato di Allende, i risultati a breve termine della politica economica del Ministro dell'economia Pedro Vuskovic furono decisamente favorevoli: 12% di crescita industriale e 8,6% di incremento del PIL, accompagnati da un considerevole declino dell'inflazione (in discesa dal 34,9% al 22,1%) e della disoccupazione (scesa al 3,8%). Questi risultati comunque non furono mantenuti: già nel 1972 l'escudo cileno aveva un'inflazione galoppante al 140%. La combinazione di inflazione e prezzi calmierati disposti dal governo diede vita al mercato nero di riso, fagioli, zucchero e farina, e alla "scomparsa" di questi beni di prima necessità dagli scaffali dei negozi.
Verso la fine del 1971, Fidel Castro si recò per una lunga visita nel Cile, che si protrasse per quattro settimane. L'inusuale durata del soggiorno fu sfruttata dal mondo dell'informazione, che risultava dominato dai giornali politicamente schierati a destra di proprietà della famiglia Edwards, per inculcare nell'opposizione e nell'opinione pubblica l'idea che la Via cilena al socialismo non fosse che un tentativo di replicare in Cile una rivoluzione comunista sotto mentite spoglie.
L'ottobre del 1972 vide la prima di quella che sarebbe stata un'ondata di scioperi da parte di alcuni settori della società cilena. A uno sciopero dei camionisti si aggiunsero quelli dei piccoli imprenditori, di alcuni sindacati (soprattutto di professionisti), e di alcuni gruppi studenteschi. Oltre all'inesorabile danno all'economia, l'effetto principale dello sciopero multisettore fu di portare il capo dell'esercito del Cile, il generale Carlos Prats, all'interno dell'esecutivo come ministro degli interni e poi come vicepresidente.
In aggiunta alle condizioni, discusse in precedenza, per favorire l'impiego, Allende alzò i salari in diverse occasioni durante il 1970 e il 1971. Questi aumenti venivano annullati dai continui rialzi nel prezzo degli alimentari. Anche se la crescita dei prezzi aveva avuto inizio sotto Frei (27% all'anno tra il 1967 e il 1970), un paniere base di beni di consumo crebbe del 120% (da 190 a 421 escudos), in un solo mese, nell'agosto 1972. Nel periodo 1970-72, mentre Allende era al governo, le esportazioni calarono del 24% e le importazioni crebbero del 26%, con una crescita dell'importazione di alimentari stimata nel 149%. Anche se i salari nominali crescevano, gli incrementi non corrispondevano a un aumento commisurato nello standard di vita della popolazione cilena.
Il crollo delle esportazioni era dovuto soprattutto al crollo del prezzo del rame. Il Cile era alla mercé delle fluttuazioni nel valore del suo più importante prodotto da esportazione. Come per quasi la metà dei paesi in via di sviluppo, più del 50% degli introiti delle esportazioni del Cile derivava da una singola materia prima. Le fluttuazioni avverse nel prezzo internazionale del rame ebbero un'influenza negativa sull'economia cilena durante il 1971-72. Il prezzo del rame cadde da un massimo di 66$ a tonnellata nel 1970 a solo 48-9$ nel 1971 e 1972. Questo crollo nel valore del rame si sarebbe combinato a una mancanza di aiuto economico, per creare le condizioni economiche che avrebbero in seguito portato agli eventi del 1973.
Nonostante gli indicatori economici in declino, la coalizione "Unità Popolare" di Allende aumentò leggermente i suoi voti (al 43%) nelle elezioni parlamentari di inizio 1973. Comunque, a questo punto, quella che era iniziata come un'alleanza informale con i Cristiano-Democratici era ormai scomparsa. I Cristiano-Democratici ora si schieravano con la destra rappresentata dal Partito Nazionale per opporsi al governo Allende: i due partiti si fecero chiamare Confederación Democrática (CODE). Il conflitto tra esecutivo e legislatura paralizzò le iniziative di entrambe le parti.
Il 29 giugno 1973 un reggimento corazzato al comando del colonnello Roberto Souper circondò il palazzo presidenziale (la Moneda) in un violento ma infruttuoso tentativo di golpe, il cosiddetto Tanquetazo. Quel colpo di Stato fallito venne seguito da un ulteriore attacco alla fine di luglio, cui questa volta si aggiunsero anche i minatori di rame di El Teniente. Il 9 agosto il generale Prats venne nominato Ministro della difesa e vicepresidente, ma Prats dopo l'incidente automobilistico con Alejandrina Cox si rivelò così impopolare presso i militari che il 22 agosto fu costretto a dimettersi da ministro e da comandante in capo dell'esercito. Allende nominò al suo posto Augusto Pinochet come nuovo comandante dell'Ejército de Chile.
La protesta popolare era canalizzata dal movimento gremialista. Ormai da alcuni mesi il governo temeva il dover mobilitare la polizia nazionale, nota come carabineros, per paura della sua mancanza di lealtà. Nell'agosto 1973 era chiaramente alle porte una crisi costituzionale: la Corte Suprema si lamentò pubblicamente dell'incapacità del governo di far rispettare la legge e il 22 agosto la Camera dei deputati (con i Cristiano-Democratici ora fermamente uniti al Partito Nazionale) accusò il governo Allende di atti incostituzionali e fece appello ai ministri militari per assicurare l'ordine costituzionale.
All'inizio di settembre del 1973, Allende ventilò l'ipotesi di risolvere la crisi con un plebiscito.

## La Camera dei deputati si appella ai militari
Come menzionato, il 22 agosto 1973 i membri Cristiano-Democratici e del Partito Nazionale, della Camera dei deputati si appellarono ai militari per «porre fine immediata» a quello che descrivevano come «infringimiento della Costituzione [...] con lo scopo di reindirizzare l'attività del governo nell'alveo del diritto ed assicurare l'ordine costituzionale della nostra Nazione e le basi essenziali della coesistenza democratica tra i cileni».
Anche se questo documento venne invocato per giustificare il colpo di Stato dell'11 settembre, è chiaro che il programma del golpe era qualcosa di differente dal ripristino dell'ordine costituzionale.
Il documento accusava il governo Allende di cercare «[...] di conquistare il potere con l'ovvio scopo di assoggettare tutti i cittadini al più stretto controllo politico ed economico da parte dello Stato [...] con lo scopo di stabilire un sistema totalitario» e sosteneva che avesse compiuto «violazioni della Costituzione [come] sistema permanente di condotta». Molte delle accuse si abbassarono fino all'ignorare la separazione dei poteri e all'arrogarsi le prerogative legislative e giudiziarie all'interno dell'esecutivo.
Tra gli altri particolari il governo venne accusato di:
- governare per decreto, impedendo così il funzionamento del normale sistema legislativo;
- rifiutarsi di attuare le decisioni giudiziarie contro i suoi sostenitori e «non eseguire le sentenze e le risoluzioni giudiziarie che contravvengono ai suoi obbiettivi»;
- ignorare i decreti dell'indipendente Ufficio del Controllore Generale;
- varie offese riferite ai media, tra cui usurpare il controllo della rete televisiva nazionale e «applicare [...] pressioni economiche contro quegli organi di informazione che non appoggiano incondizionatamente il governo [...]»;
- permettere ai suoi sostenitori di radunarsi anche quando armati, impedendo al tempo stesso i raduni legali dei suoi oppositori;
- «[...] aver appoggiato più di 1 500 'espropri' illegali di fattorie [...]»;
- repressione illegale dello sciopero di El Teniente;
- limitazione illegale dell'emigrazione.

La tesi di una possibile guerra civile imminente fu sostenuta anche da Patricio Aylwin, che inizialmente sostenne il colpo di Stato salvo poi disconoscerlo e divenire oppositore di Pinochet: «Il governo di Allende aveva esaurito, con un totale fallimento, la via cilena verso il socialismo e si apprestava a consumare un autogolpe per instaurare con la forza la dittatura comunista. Il Cile visse sull'orlo del "Golpe di Praga" che sarebbe stato tremendamente sanguinoso, e le Forze Armate non fecero altro che anticipare quel rischio imminente».

## La risposta di Allende
Due giorni dopo, il 24 agosto 1973, Allende rispose dipingendo la dichiarazione del Congresso come "destinata a danneggiare il prestigio della nazione all'estero e a creare confusione interna" e predicendo che "Faciliterà le intenzioni sediziose di certi settori". Egli puntualizzò che la dichiarazione non era riuscita a ottenere la maggioranza dei due terzi richiesta dalla costituzione per muovere le accuse contro il presidente: essenzialmente il congresso stava "invocando l'intervento delle forze armate e dell'ordine contro un governo democraticamente eletto" e "subordinando la rappresentazione politica della sovranità nazionale alle istituzioni armate, che non possono né devono assumere le funzioni politiche o la rappresentanza della volontà popolare."
Allende sostenne di aver seguito mezzi costituzionali nel portare membri dell'esercito nel gabinetto "al servizio della pace civica e della sicurezza nazionale, difendendo le istituzioni repubblicane contro l'insurrezione e il terrorismo." Per contro, egli disse che il Congresso stava promuovendo un colpo di Stato e una guerra civile, come effettivamente poi accadde, usando una dichiarazione "piena di affermazioni che sono state già confutate in precedenza" e che, nella sostanza e nei fatti (consegnandola direttamente a diversi ministri invece che presentarla al presidente) violava una dozzina di articoli della costituzione in vigore. Inoltre sostenne anche che la legislatura stava cercando di usurpare il ruolo dell'esecutivo.
"La democrazia cilena," scrisse, "è una conquista di tutto il popolo. Non è né l'opera né il dono delle classi sfruttatrici, e verrà difesa da coloro i quali, coi sacrifici accumulati nelle generazioni, l'hanno imposta... Con una coscienza tranquilla... Io sostengo che mai prima d'ora il Cile ha avuto un governo più democratico di quello che io ho l'onore di presiedere... Reitero solennemente la mia decisione di sviluppare la democrazia e lo Stato di diritto fino alle conseguenze ultime... Il Parlamento si è fatto bastione contro i cambiamenti... e ha fatto tutto ciò che poteva per perturbare il funzionamento delle finanze e delle istituzioni, rendendo sterili tutte le iniziative creative."
Allende continuò sostenendo che i parlamentari usavano l'espressione "Estado de Derecho" ("Stato di diritto", ma anche "Stato di giustezza") per riferirsi a "una situazione che presuppone l'ingiustizia economica e sociale... che il nostro popolo ha rigettato." Forti mezzi economici e politici, disse, sarebbero necessari per portare la nazione fuori dalla sua attuale crisi, e il Congresso stava ostacolando questi mezzi; avendo già "paralizzato" lo Stato, stavano ora cercando di "distruggerlo".
Allende concluse appellandosi "ai lavoratori, a tutti i democratici e i patrioti" perché si unissero a lui nella difesa della costituzione e del "processo rivoluzionario".

## Il colpo di Stato militare del 1973

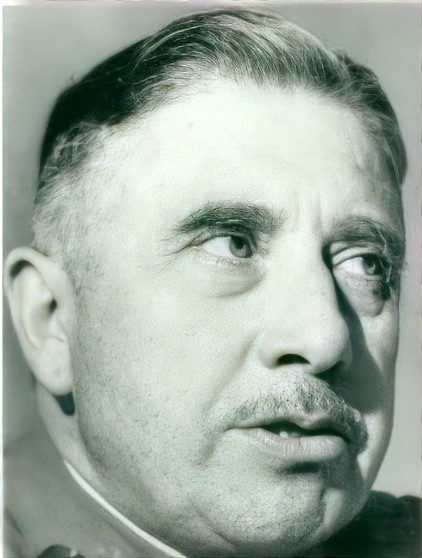
Pinochet ritratto poco dopo la realizzazione del golpe

Il generale Pinochet, alla guida dell'esercito, prese il potere con un colpo di Stato l'11 settembre 1973, cingendo d'assedio il Palazzo Presidenziale, attaccandolo via terra e bombardandolo con dei caccia Hawker Hunter di fabbricazione britannica. Allende morì nel corso dell'attacco. Le cause della sua morte sono rimaste controverse: la tesi ufficiale divulgata subito dopo l'attacco fu che Allende si fosse suicidato con un fucile mitragliatore AK-47 che stava utilizzando durante l'assedio (si presume che sia quello che gli era stato regalato personalmente da Fidel Castro) e la stessa autopsia etichettò il suo decesso come suicidio. Tuttavia, soprattutto da parte degli oppositori al nuovo regime, sia in Cile sia all'estero, si sostenne subito la tesi dell'assassinio da parte dalle truppe di Pinochet durante l'irruzione finale all'interno del palazzo che stava difendendo.
Alcuni anni dopo il suo medico personale, che era tra quelli che insieme con Allende si trovavano all'interno della Moneda, rilasciò in un'intervista (trasmessa in italiano negli anni ottanta dalla trasmissione televisiva Mixer di Giovanni Minoli) una versione dettagliata dell'accaduto. Secondo il suo racconto, a seguito del bombardamento aereo e del successivo incendio del palazzo Allende avrebbe detto a quelli che stavano con lui a difendere la Moneda di uscire dal Palazzo ormai indifendibile e sarebbe rimasto solo nell'ufficio. Tuttavia, sempre secondo il suo racconto, il medico sarebbe rientrato nell'ufficio nel momento in cui Allende si stava suicidando con una scarica di mitragliatore alla testa dal basso in alto. In particolare il medico disse di aver visto la parte superiore della calotta cranica di Allende volar via per effetto della scarica. L'autenticità di tale racconto rimane comunque incerta, considerando anche la situazione cilena negli anni in cui tali dichiarazioni sono state rilasciate. Comunque, nel luglio 2011 una nuova autopsia effettuata sul corpo riesumato di Allende da esperti internazionali e divulgata dal Servizio Sanitario di Santiago ha confermato la tesi del suicidio.

### La Giunta
La giunta militare ebbe inizialmente la forma di un quadrumvirato, essendo il potere condiviso fra i massimi esponenti dei quattro rami delle forze armate cilene: Pinochet dell'Esercito, Gustavo Leigh Guzmán dell'Aviazione, José Toribio Merino Castro della Marina, César Mendoza Durán dei Carabinieri. I quattro si erano accordati perché tale meccanismo garantisse una presidenza a rotazione, ma Pinochet riuscì a persuadere gli altri tre membri ad appoggiare una giunta a guida unica.
Pinochet si mosse subito per consolidare il suo controllo contro ogni opposizione. Il 12 settembre furono nominati dei militari come nuovi ministri, e il 13 la giunta militare sciolse il Congresso e assunse anche il potere legislativo.

### La repressione
Nel frattempo, progettando l'eliminazione di tutte le forze di opposizione lo Stadio Nazionale venne temporaneamente trasformato in un enorme campo di concentramento. All'interno dello stadio, in quei mesi, avvenivano torture e interrogatori violentissimi e moltissime donne vennero stuprate dai militari addetti al "campo".
Approssimativamente 130000 individui vennero arrestati nei tre anni seguenti, con il numero di "scomparsi" (noti come desaparecidos, dal termine spagnolo) che raggiunse le migliaia nel giro di pochi mesi. Moltissime di queste persone sono state uccise: alcune lanciate dagli aerei in stato semicomatoso, altri ancora sono scomparsi nel nulla, cancellati dai registri da un regime che avrebbe voluto eliminare tutte le opposizioni. Altro fatto accertato è il rapimento dei bambini degli oppositori, che venivano affidati a sostenitori del regime. Gran parte delle persone prese di mira erano stati sostenitori di Allende. Inoltre il "decreto del 13 settembre" mise fuori legge tutti i partiti che avevano fatto parte di Unità Popolare.
Nelle sue memorie, Pinochet afferma di essere stato l'organizzatore principale del golpe e di avere usato la sua posizione di comandante dell'esercito per coordinare un piano estensivo, che era stato concordato con altri settori militari.  Tale tesi, tutta da accertare, sembra comunque in contrasto con il ruolo di potere immediatamente assunto dal generale, che assunse subito le maggiori cariche dello Stato. Infatti quando la giunta prese il potere, Pinochet ne consolidò ben presto il controllo, prima mantenendone la guida solitaria (che in base agli accordi originali doveva ruotare tra i membri), e poi facendosi proclamare Presidente della Repubblica.

## Ruolo statunitense nel colpo di Stato del 1973
(Henry Kissinger a proposito dell'elezione di Salvador Allende in Cile)
Mentre l'ostilità del governo statunitense nei confronti del governo Allende non è messa in discussione, il ruolo e il grado di coinvolgimento degli Stati Uniti nel colpo di Stato rimase a lungo una questione discussa. Documenti declassificati durante l'amministrazione Clinton mostrano che il governo degli Stati Uniti e la CIA avevano cercato di rovesciare Allende nel 1970, immediatamente dopo la sua elezione ("Progetto FUBELT"), ma il loro coinvolgimento diretto nel colpo di Stato non è dimostrato in modo netto dalle prove documentali disponibili al pubblico; molti documenti potenzialmente rilevanti rimangono coperti da segreto. Riguardo all'ascesa al potere di Pinochet, la CIA stessa intraprese un'analisi delle sue registrazioni e delle memorie individuali, oltre a condurre interviste di ex agenti, e concluse in un rapporto del 2000 che «sebbene la CIA non abbia istigato il colpo di Stato che ha posto fine al governo di Allende l'11 settembre 1973, era a conoscenza del complotto da parte dell'esercito, aveva in corso rapporti di raccolta di informazioni con alcuni cospiratori e, poiché la CIA non scoraggiava il golpe e aveva cercato di istigare un colpo di Stato nel 1970, probabilmente sembrava giustificarlo».
La CIA venne avvisata da suoi informatori dell'imminente colpo di Pinochet con due giorni di anticipo, ma sostiene di "non aver giocato alcun ruolo diretto" nel golpe. Dopo che Pinochet prese il potere, il Consigliere nazionale per la sicurezza Henry Kissinger disse al presidente Richard Nixon che gli Stati Uniti "non lo avevano fatto" (riferendosi al colpo di Stato), ma ne avevano "creato le condizioni il più possibile".
Immediatamente dopo l'insediamento del governo Allende, gli USA cercarono di applicare una pressione economica sul Cile. Documenti del Consiglio Nazionale per la Sicurezza, in seguito declassificati dalla presidenza Clinton, comprendono il "decision memorandum no. 93", datato 9 novembre 1970, scritto da Kissinger e indirizzato ai capi della diplomazia, della difesa e dell'intelligence. Questo documento dichiarava che la pressione doveva essere posta sul governo Allende per impedirne il consolidamento e limitarne la capacità di implementare politiche avverse agli USA e ai suoi interessi nell'emisfero, come la completa nazionalizzazione da parte di Allende di diverse imprese straniere e dell'industria del rame. Nello specifico, Nixon indicò che nessun nuovo aiuto economico bilaterale doveva essere intrapreso con il governo del Cile.
Tra il 1964 e il 1970, sotto il governo Frei, oltre un miliardo di dollari in assistenza economica fluì verso il Cile; durante il governo Allende (1970-73) gli esborsi furono inesistenti o trascurabili [Petras & Morley, 1974]. La riduzione negli aiuti, combinata alla caduta del valore del rame da un massimo nel 1970 di 66$ a tonnellata a un minimo di 48$, minò la ristrutturazione dell'economia cilena proposta da Allende. Essendo il programma dipendente dalle spese governative, questo causò un declino delle condizioni socioeconomiche dei cittadini cileni più poveri.
Esponenti del governo statunitense ordinarono misure che arrivavano fino a comprendere il sostegno a un potenziale colpo di Stato per impedire ad Allende di insediarsi alla presidenza, anche se ci sono opinioni contrastanti sul fatto se gli USA si ritirarono successivamente da tale posizione. Che gli USA pianificassero un potenziale colpo di Stato risulta evidente da una comunicazione segreta inviata da Thomas Karamessines, il vicedirettore delle operazioni della CIA, alla stazione della CIA di Santiago, datata 16 ottobre 1970, dopo le elezioni ma prima dell'insediamento di Allende. "È politica ferma e in atto che Allende venga rovesciato da un golpe ... è imperativo che queste operazioni vengano intraprese clandestinamente e in sicurezza, in modo tale che la mano americana e dell'USG [Governo degli Stati Uniti] rimanga ben nascosta". In ogni caso documenti pubblicati nel 2004 chiariscono il ruolo di sostegno fornito dal governo USA al golpe.
Una volta divenuto chiaro che Allende aveva vinto con la maggioranza relativa dei voti nel 1970, la CIA propose due piani diversi. Track I era pensato per persuadere il Congresso cileno, attraverso il presidente Cristiano-Democratico uscente Eduardo Frei, a confermare il candidato conservatore Jorge Alessandri come presidente. Alessandri si sarebbe dovuto dimettere poco dopo, rendendo Frei eleggibile per sfidare Allende in nuove votazioni. Comunque, il Track I venne scartato, poiché Frei, nonostante fosse fermamente contro Allende, era anche chiaramente contrario a mettersi contro la lunga tradizione democratica del Cile. La CIA aveva anche previsto un secondo piano, Track II, nel caso il Track I fosse fallito: l'agenzia avrebbe cercato generali desiderosi di impedire ad Allende di assumere la presidenza, per fornirgli supporto per un golpe. Si presumeva che una giunta militare provvisoria avrebbe potuto indire nuove elezioni nelle quali Allende poteva essere sconfitto.
La CIA venne in contatto con il generale Roberto Viaux, che stava progettando un golpe assieme a ufficiali a lui fedeli. Una parte importante del piano di Viaux era il rapimento del Capo di Stato Maggiore dell'esercito, generale René Schneider, il quale, da costituzionalista, si opponeva all'idea di un colpo condotto da una classe militare storicamente apolitica. La CIA mantenne i contatti con Viaux, ma alla fine decise di non appoggiare il suo piano, cercando invece altri generali disposti a prendere parte a un colpo. Circa la situazione di Viaux, Kissinger disse a Nixon, il 15 ottobre 1970, "Questa sembra senza speranza. L'ho abbandonata. Niente sarebbe peggio di un colpo fallito."
Comunque, il 22 ottobre, Viaux andò avanti con il suo piano, che venne eseguito con incompetenza. Il generale Schneider estrasse una rivoltella per difendersi dagli assalitori, che a loro volta estrassero le loro armi colpendolo in quattro punti vitali; venne dichiarato morto all'ospedale militare di Santiago del Cile. L'evento provocò un'ondata di sdegno nazionale. Per quanto riguarda il coinvolgimento statunitense, il Comitato Church, che investigò il coinvolgimento USA in Cile in quel periodo, determinò che le armi usate in quella debacle "erano, con tutta probabilità, diverse da quelle fornite dalla CIA ai cospiratori."
Non esistono prove che gli USA organizzarono direttamente il colpo di Stato di Pinochet nel 1973, ma l'amministrazione Nixon fu indubbiamente contenta del suo esito; Nixon aveva parlato con disappunto del golpe fallito in precedenza nello stesso anno. Se Allende fosse riuscito a completare il suo mandato di 6 anni, la CIA avrebbe probabilmente e semplicemente fornito fondi per appoggiare la candidatura di un rivale non marxista, come aveva fatto nel 1964 e nel 1970.
Gli USA fornirono supporto materiale al regime dopo il golpe, anche se lo criticavano in pubblico. Un documento pubblicato dalla CIA nel 2000, intitolato "Le attività della CIA in Cile", rivelò che la CIA appoggiò attivamente la giunta militare dopo il rovesciamento di Allende e che molti degli ufficiali di Pinochet divennero informatori pagati della CIA o dell'esercito statunitense, anche se alcuni erano noti per essere coinvolti in abusi dei diritti umani. Le politiche pubblicamente dichiarate della CIA rispetto agli informatori pagati sono da allora state modificate per escludere soggetti coinvolti in quel tipo di abusi, ma all'epoca venivano valutate caso per caso e misurate rispetto al valore delle informazioni fornite.
I documenti prodotti da varie agenzie governative statunitensi furono forniti dal Dipartimento di Stato degli Stati Uniti nell'ottobre 1999. La collezione di 1100 documenti trattava degli anni che portarono al colpo di Stato. Uno di questi documenti stabilisce che l'aiuto militare statunitense venne innalzato notevolmente dopo la salita al potere di Allende nel 1970, quando ammontava a 800000 dollari annui, giungendo ai 10,2 milioni di dollari del 1972. Il governo statunitense appoggiò il governo di Pinochet dopo che questi prese il potere.
La CIA, inoltre, incanalò fondi e fornì appoggio propagandistico agli oppositori del Frente de Acción Popular prima e dell'Unidad Popular poi durante le elezioni presidenziali del 1964 e del 1970, così come durante l'amministrazione Allende, sullo sfondo di un'intensa attività di infiltrazione e corruzione di forze armate, sindacati e altri movimenti sociali.
Il 10 settembre 2001 venne aperta una causa da parte della famiglia del generale costituzionalista René Schneider, già Capo di Stato Maggiore cileno, che accusava l'ex segretario di Stato statunitense Henry Kissinger di aver organizzato l'assassinio di Schneider nel 1970, perché questi si sarebbe opposto a un colpo di Stato militare. Comunque, i documenti della CIA indicano che mentre questa aveva discusso possibili piani per il suo rapimento, la sua uccisione, che venne commessa da un gruppo di militari ribelli con contatti CIA, non fu mai prevista. Inoltre, Nixon e Kissinger avevano deciso una settimana prima dell'uccisione, che il generale Viaux, organizzatore del complotto che portò alla morte di Schneider, non era adatto per il golpe.
Il governo statunitense di Richard Nixon non nascose mai l'antipatia per il governo Allende, è dunque difficile che ci si potesse aspettare che gli fornisse un appoggio attivo. Non è chiaro se le politiche statunitensi nei confronti del Cile causarono la crisi economica o aggravarono semplicemente ciò che era già una situazione ingestibile. È realistico far notare che queste politiche ebbero un effetto negativo sulle possibilità di Allende di alleviare la crisi.
Il colpo di Stato, indipendentemente dal grado di coinvolgimento degli USA, fece raggiungere al governo statunitense l'obbiettivo di sradicare la minaccia del socialismo in Cile e portò al potere un regime favorevole agli interessi statunitensi. Nella sua valutazione della politica estera USA attorno al periodo del golpe in Cile, Jeanne Kirkpatrick, futura ambasciatrice statunitense alle Nazioni Unite, sottolineò la mancanza di aggressività dichiarata della sua nazione, nei paesi in via di sviluppo, mentre si svolgevano gli eventi in Cile. "Particolarmente nell'ultimo decennio abbiamo praticato ovunque un notevole attendismo". Mentre questo è vero per le politiche pubbliche degli USA, gravemente limitate dal movimento che era cresciuto in opposizione alla Guerra del Vietnam, cionondimeno, come discusso in precedenza, come minimo le politiche statunitensi circa gli aiuti contribuirono alla caduta di Allende, e del resto gli USA in alcuni momenti appoggiarono attivamente la progettazione di colpi di Stato.
In un'intervista del 2003 al network televisivo Black Entertainment Television venne chiesto al Segretario di Stato Colin Powell il perché gli USA si vedessero come "moralmente superiori" nel conflitto iracheno, citandogli il golpe del Cile come un esempio di intervento statunitense che andava contro i desideri della popolazione locale. Powell rispose: "Rispetto ai tuoi commenti precedenti sul Cile negli anni settanta e a ciò che successe al sig. Allende, non è una parte della storia americana di cui siamo fieri". I quotidiani cileni salutarono la notizia come la prima volta che il governo statunitense ammetteva un ruolo nella questione.

## L'influenza nel mondo del colpo di Stato cileno
Il golpe di Pinochet ebbe un'influenza politica enorme in tutto il mondo e l'eco di questo avvenimento si fece sentire significativamente anche in Italia negli anni 1970. Con l'appoggio a Pinochet, gli USA vollero mandare un forte monito a tutti i partiti socialisti del mondo: l'intendimento statunitense era quello di impedire la formazione di governi di ispirazione socialista, anche se democraticamente eletti, in tutti i Paesi dell'America Latina. Tale obiettivo sarebbe stato perseguito mediante la cosiddetta operazione Condor, con la quale gli USA promossero la formazione di governi autoritari in vari Paesi della regione.
A seguito degli eventi cileni il segretario del Partito Comunista Italiano Enrico Berlinguer scrisse il saggio "Riflessioni sull'Italia dopo i fatti del Cile" pubblicato in tre articoli sulla rivista Rinascita, proponendo lo sviluppo di un accordo politico fra PCI e Democrazia Cristiana.